# Parapodisma awagatakensis
Parapodisma awagatakensis är en insektsart som beskrevs av Ishikawa, H. 1998. Parapodisma awagatakensis ingår i släktet Parapodisma och familjen gräshoppor. Inga underarter finns listade i Catalogue of Life.